# 阮榕生
阮榕生（1963年3月20日—），中国福建省莆田市人，南昌大学教授。

## 生平
从事食品质量安全、生物质工程等方面的研究，中国教育部第五批“长江学者”特聘教授，发表论文数百篇，出版多本专著，获得多项发明专利。